# Sofiivka Druha, Dubno
Sofiivka Druha (în ucraineană Софіївка Друга) este un sat în comuna Verba din raionul Dubno, regiunea Rivne, Ucraina.

## Demografie
Componența lingvistică a localității Sofiivka Druha
     Ucraineană (98,44%)
     Rusă (1,56%)
Conform recensământului din 2001, majoritatea populației localității Sofiivka Druha era vorbitoare de ucraineană (98,44%), existând în minoritate și vorbitori de rusă (1,56%).